# ПСД „Стражилово”
ПСД „Стражилово” је планинарско спортско друшто из Сремских Карловаца, основано 1926. године, као друго планинарско друштво у Војводини.

## Историјат
Друштво је основано као Планинско друштво „Стражилово”, две године након оснивања првог војвођанског планинског друштва „Фрушка гора”. За првог председника је избран професор карловачке гимназије Панајот Миодраговић. У почетку је рад друштва био заснован на излетима у околину до Вилине водице, Гргетега, Вучјег дола и Иришког Венца са упознавањем флоре и морфолошке грађе источних делова Фрушке горе. Убрзо су се карловчани отиснули до Јулијских алпа, Триглава и Швајцарских глечера. Са излетима, високогорским успонима необично је било популарно и скијашко трчање и спуст где су чланови ПД „Стражилово“ поститизале врхунске резулатате.
По завршетку другог светског рада, 1949. године се оснива иницијативни одбор за обнову рада друштва са инг Лазаром Маширевићем, проф. Димитријем Јанковићем, проф. Иваном Мутибарићем, Пајом Хорватом и другима. Тек по одобрењу надлежних покрајинских органа, друштво званично започиње са радом 1951. године. Првих година послератног развоја друштво је усмерило свој рад на обнову планинарских домова на Стражилову (Чардак, Хотел) са ретким излетима у ближу околину.
Средином шездесетих друштво броји скоро 500 чланова, првенствено карловачке омладине, која је у секцијама за оријентацију, алпинизам и скијање постиже велике резулатате у покрајини и Југославији.
Изградња новог планинарског дома започиње 1962. године, који је ангажавао све друштвене капацитете, улагајући огроман труд, друштво полако себе исрцпљује и крајем шездесетих скоро престаје са радом.
Друштво обновља рад 1973. године на иницијативу Радивоја Ковачевића и Ђорђа Вуковића и превасходне акције су му на пољу оријентације али се настављају и занимњиве планинарске активности од успона на Триглав и Олимп до одласка на Високи Атлас и Хималаје.
Оријентирци се издвајају 1985. године, па је даља активност усмерена ка бројне излете у околину са карловачким основцима, учествовање на високогорским турама, планинарским маратонима и планинарским слетовима. Обновља се рад планинарског дома који је данас најзначајнији планинарски објекат на Фрушкој гори.